# Leon Heinschke
Leon Heinschke (Frankfurt an der Oder, 8 november 1999) is een Duits voormalig wielrenner.

## Carrière
Heinschke schakelde op 15-jarige leeftijd over van voetbal naar wielrennen. Heinschke was in zijn jeugd ook actief als baanwielrenner, hij won brons in het omnium bij de junioren in 2017. Datzelfde jaar werd hij ook Duits kampioen tijdrijden bij de junioren. Hij nam deel aan het wereldkampioenschap en werd 13e in de tijdrit en 73e op de weg bij de junioren. In 2018 werd hij onderdeel van de opleidingsploeg van Team Sunweb, hij werd meteen vierde op het Duits kampioenschap tijdrijden voor beloften en 64e op de weg, op het Europees kampioenschap werd hij pas 43e in het tijdrijden.
In 2019 behaalde hij bij de elite op de baan een bronzen medaille in het omnium en werd Duits kampioen op de weg bij de beloften, in de tijdrit werd hij negende. Op het wereldkampioenschap voor beloften van dat jaar werd hij 44e. In 2020 nam hij deel aan het Duits kampioenschap bij de elite en werd 14e, op het Europees kampioenschap voor beloften bleef hij steken op een 36e plaats. Dat resultaat herhaalde hij op het EK een jaar later en werd negende bij het Duits kampioenschap bij de elite. In 2022 kreeg hij een contract bij World Tour-ploeg Team DSM. Voor het seizoen 2024 kreeg Heinschke geen nieuw contract aangeboden.

## Erelijst

### Baan
| Jaar     | DK       | EK       | WK       | Overige  |
| Junioren | Junioren | Junioren | Junioren | Junioren |
| -------- | -------- | -------- | -------- | -------- |
| 2017     | omnium   |          |          |          |
| Elite    |          |          |          |          |
| 2019     | omnium   |          |          |          |

### Weg
2017
- Duits kampioen tijdrijden (junioren)

2019
- Duits kampioen op de weg (beloften)

2020
- 2 etappe deel b Ronde van de Isard (TTT)

2021
- Jongeren- en Puntenklassement Circuit des Ardennes
- Jongerenklassement Ronde van de Elzas

### Resultaten in voornaamste wedstrijden op de weg
|      | \| Jaar \| Gent-Wevelgem \| Ronde van Vlaanderen \| Amstel Gold Race \| Luik-Bast.‑Luik \| Waalse Pijl \| Clásica San Sebastián \| \| ---- \| ------------- \| -------------------- \| ---------------- \| --------------- \| ----------- \| --------------------- \| \| 2022 \| opgave \| \| \| opgave \| 84e \| opgave \| \| 2023 \| \| opgave \| opgave \| opgave \| 147e \| \| |                      |                  |                 |             |                       |
| Jaar | Gent-Wevelgem | Ronde van Vlaanderen | Amstel Gold Race | Luik-Bast.‑Luik | Waalse Pijl | Clásica San Sebastián |
| 2022 | opgave |                      |                  | opgave          | 84e         | opgave                |
| 2023 | | opgave               | opgave           | opgave          | 147e        |                       |

## Ploegen
- 2022 –  Team DSM
- 2023 –  Team DSM

Eekhoff · Gall · Heinschke · Hirschi · Kanter · Märkl · Mobach · Nieuwenhuis · Salmon · Stork · Tu · Vanoverberghe
Arensman · Arndt · Bardet · Bittner (vanaf 1/8) · Bol · Brenner · Combaud · Dainese · Degenkolb · Denz · Donovan · Eekhoff · Hamilton · Heinschke · Hvideberg · A. Kragh Andersen · S. Kragh Andersen · Leknessund · Markl · Mayrhofer · Naberman · Nieuwenhuis · Pedersen · Rodenberg · Stork · Tusveld · van Uden (vanaf 1/8) · Vandenabeele · Vermaerke · Welsford
Andresen · Bardet · Bevin · Bittner · Brenner · Combaud · Dainese · Degenkolb · Dinham · Edmondson · Eekhoff · Hamilton · Heinschke · Hvideberg · Leknessund · Markl · Mayrhofer · Milesi · Naberman · Onley · Poole · Rodenberg · Stork · Tusveld · van Uden · Vandenabeele · Vanhoucke (tot 14/8) · Vermaerke · Welsford